# ألبرت ألين
ألبرت ألين (بالإنجليزية: Ebenezer Allen) هو سياسي أمريكي، ولد في 1743 في نورثهامبتون في الولايات المتحدة، وتوفي في 1806. انتخب عضو مجلس نواب فيرمونت.